# Melanophryniscus spectabilis
Melanophryniscus spectabilis är en groddjursart som beskrevs av Ulisses Caramaschi och Cruz 2002. Melanophryniscus spectabilis ingår i släktet Melanophryniscus och familjen paddor. IUCN kategoriserar arten globalt som otillräckligt studerad. Inga underarter finns listade i Catalogue of Life.